# Apia International Sydney 2017 - Qualificazioni singolare femminile
Le qualificazioni del singolare femminile dell'Apia International Sydney 2017 sono state un torneo di tennis preliminare per accedere alla fase finale della manifestazione. Le vincitrici dell'ultimo turno sono entrate di diritto nel tabellone principale. In caso di ritiro di una o più giocatrici aventi diritto a queste sono subentrate le lucky loser, ossia le giocatrici che hanno perso nell'ultimo turno ma che avevano una classifica più alta rispetto alle altre partecipanti che avevano comunque perso nel turno finale.

## Teste di serie
1. Jaroslava Švedova (primo turno)
2. Christina McHale (qualificata)
3. Tsvetana Pironkova (secondo turno, ritirata)
4. Louisa Chirico (primo turno)

1. Kateryna Bondarenko (qualificata)
2. Danka Kovinić (secondo turno)
3. Océane Dodin (primo turno)
4. Vania King (secondo turno)

## Qualificate
1. Kateryna Bondarenko
2. Christina McHale

1. Maria Sakkarī
2. Duan Yingying

### Lucky loser
1. Irina Falconi
2. Arina Rodionova

1. Donna Vekić

## Tabellone

### Legenda
| - Q = Qualificato - WC = Wild card - LL = Lucky loser | - ALT = Alternate - SE = Special Exempt - PR = Protected Ranking | - w/o = Walkover - r = Ritirato - d = Squalificato |

### Sezione 1
|  | Primo turno          | Primo turno          | Primo turno          | Primo turno | Primo turno |  |  | Secondo turno | Secondo turno        | Secondo turno | Secondo turno       | Secondo turno       |   |   | Ultimo turno | Ultimo turno | Ultimo turno | Ultimo turno | Ultimo turno |  |
|  |                      |                      |                      |             |             |  |  |               |                      |               |                     |                     |   |   |              |              |              |              |              |  |
|  | 1                    | Jaroslava Švedova    | Jaroslava Švedova    | 1           | 4           |  |  |               |                      |               |                     |                     |   |   |              |              |              |              |              |  |
|  |                      | Naomi Broady         | Naomi Broady         | 6           | 6           |  |  |               | Naomi Broady         | 6             | 63                  | 6                   |   |   |              |              |              |              |              |  |
|  | WC                   | Ellen Perez          | Ellen Perez          | 6           | 6           |  |  | WC            | Ellen Perez          | 4             | 7                   | 3                   |   |   |              |              |              |              |              |  |
|  |                      | Kateryna Kozlova     | Kateryna Kozlova     | 4           | 4           |  |  |               |                      |               |                     |                     |   |   |              | Naomi Broady | Naomi Broady | 1            | 1            |  |
|  | Zheng Saisai         | Zheng Saisai         | Zheng Saisai         | 2           | 64          |  |  |               |                      | 5             | Kateryna Bondarenko | Kateryna Bondarenko | 6 | 6 |              |              |              |              |              |  |
|  | Mirjana Lučić-Baroni | Mirjana Lučić-Baroni | Mirjana Lučić-Baroni | 6           | 7           |  |  |               | Mirjana Lučić-Baroni | 6             | 3                   | 3                   |   |   |              |              |              |              |              |  |
|  |                      | Viktoriya Tomova     | 3                    | 6           | 1           |  |  | 5             | Kateryna Bondarenko  | 3             | 6                   | 6                   |   |   |              |              |              |              |              |  |
|  | 5                    | Kateryna Bondarenko  | 6                    | 3           | 6           |  |  |               |                      |               |                     |                     |   |   |              |              |              |              |              |  |

### Sezione 2
|  | Primo turno      | Primo turno      | Primo turno      | Primo turno | Primo turno |  |  | Secondo turno   | Secondo turno    | Secondo turno    | Secondo turno | Secondo turno |   |   | Ultimo turno | Ultimo turno     | Ultimo turno     | Ultimo turno | Ultimo turno |  |
|  |                  |                  |                  |             |             |  |  |                 |                  |                  |               |               |   |   |              |                  |                  |              |              |  |
|  | 2                | Christina McHale | Christina McHale | 6           | 6           |  |  |                 |                  |                  |               |               |   |   |              |                  |                  |              |              |  |
|  |                  | Jennifer Brady   | Jennifer Brady   | 1           | 3           |  |  | 2               | Christina McHale | Christina McHale | 6             | 6             |   |   |              |                  |                  |              |              |  |
|  |                  | Magda Linette    | 6                | 3           | 5           |  |  |                 | Kristína Kučová  | Kristína Kučová  | 2             | 1             |   |   |              |                  |                  |              |              |  |
|  |                  | Kristína Kučová  | 3                | 6           | 7           |  |  |                 |                  |                  |               |               |   |   | 2            | Christina McHale | Christina McHale | 6            | 6            |  |
|  | Carina Witthöft  | Carina Witthöft  | Carina Witthöft  | 6           | 6           |  |  |                 |                  |                  | Irina Falconi | Irina Falconi | 1 | 3 |              |                  |                  |              |              |  |
|  | Denisa Allertová | Denisa Allertová | Denisa Allertová | 2           | 1           |  |  | Carina Witthöft | Carina Witthöft  | Carina Witthöft  | 4             | 2             |   |   |              |                  |                  |              |              |  |
|  |                  | Irina Falconi    | Irina Falconi    | 7           | 6           |  |  | Irina Falconi   | Irina Falconi    | Irina Falconi    | 6             | 6             |   |   |              |                  |                  |              |              |  |
|  | 7                | Océane Dodin     | Océane Dodin     | 5           | 4           |  |  |                 |                  |                  |               |               |   |   |              |                  |                  |              |              |  |

### Sezione 3
|  | Primo turno      | Primo turno         | Primo turno         | Primo turno | Primo turno |  |  | Secondo turno | Secondo turno      | Secondo turno | Secondo turno | Secondo turno |   |   | Ultimo turno | Ultimo turno  | Ultimo turno  | Ultimo turno | Ultimo turno |  |
|  |                  |                     |                     |             |             |  |  |               |                    |               |               |               |   |   |              |               |               |              |              |  |
|  | 3                | Tsvetana Pironkova  | Tsvetana Pironkova  | 7           | 6           |  |  |               |                    |               |               |               |   |   |              |               |               |              |              |  |
|  |                  | Patricia Maria Tig  | Patricia Maria Tig  | 64          | 3           |  |  | 3             | Tsvetana Pironkova | 3             | 0             | r             |   |   |              |               |               |              |              |  |
|  |                  | Maria Sakkarī       | Maria Sakkarī       | 6           | 7           |  |  |               | Maria Sakkarī      | 6             | 2             |               |   |   |              |               |               |              |              |  |
|  |                  | Evgenija Rodina     | Evgenija Rodina     | 3           | 64          |  |  |               |                    |               |               |               |   |   |              | Maria Sakkarī | Maria Sakkarī | 6            | 6            |  |
|  | Barbora Štefková | Barbora Štefková    | Barbora Štefková    | 5           | 2           |  |  |               |                    |               | Donna Vekić   | Donna Vekić   | 3 | 4 |              |               |               |              |              |  |
|  | Donna Vekić      | Donna Vekić         | Donna Vekić         | 7           | 6           |  |  |               | Donna Vekić        | 6             | 2             | 7             |   |   |              |               |               |              |              |  |
|  | WC               | Olivia Tjandramulia | Olivia Tjandramulia | 2           | 1           |  |  | 8             | Vania King         | 2             | 6             | 5             |   |   |              |               |               |              |              |  |
|  | 8                | Vania King          | Vania King          | 6           | 6           |  |  |               |                    |               |               |               |   |   |              |               |               |              |              |  |

### Sezione4
|  | Primo turno | Primo turno       | Primo turno       | Primo turno | Primo turno |  |  | Secondo turno | Secondo turno   | Secondo turno   | Secondo turno   | Secondo turno |   |    | Ultimo turno | Ultimo turno  | Ultimo turno | Ultimo turno | Ultimo turno |  |
|  |             |                   |                   |             |             |  |  |               |                 |                 |                 |               |   |    |              |               |              |              |              |  |
|  | 4           | Louisa Chirico    | 6                 | 2           | 5           |  |  |               |                 |                 |                 |               |   |    |              |               |              |              |              |  |
|  |             | Jana Čepelová     | 2                 | 6           | 7           |  |  |               | Jana Čepelová   | Jana Čepelová   | Jana Čepelová   |               |   |    |              |               |              |              |              |  |
|  |             | Varvara Lepchenko | Varvara Lepchenko | 1           | 4           |  |  |               | Duan Yingying   | Duan Yingying   | Duan Yingying   | w/o           |   |    |              |               |              |              |              |  |
|  |             | Duan Yingying     | Duan Yingying     | 6           | 6           |  |  |               |                 |                 |                 |               |   |    |              | Duan Yingying | 4            | 7            | 7            |  |
|  | WC          | Abbie Myers       | 5                 | 6           | 2           |  |  |               |                 | WC              | Arina Rodionova | 6             | 5 | 62 |              |               |              |              |              |  |
|  | WC          | Arina Rodionova   | 7                 | 3           | 6           |  |  | WC            | Arina Rodionova | Arina Rodionova | 6               | 6             |   |    |              |               |              |              |              |  |
|  |             | Mona Barthel      | 1                 | 6           | 4           |  |  | 6             | Danka Kovinić   | Danka Kovinić   | 3               | 1             |   |    |              |               |              |              |              |  |
|  | 6           | Danka Kovinić     | 6                 | 1           | 6           |  |  |               |                 |                 |                 |               |   |    |              |               |              |              |              |  |